# 2023 en athlétisme
Cet article récapitule les faits marquants de l'année 2023 en athlétisme, les grandes compétitions de l'année, les records mondiaux et continentaux battus en 2022 et les décès d'athlètes survenus cette même année.

## Évènements

### Janvier
- 15 janvier : l'Éthiopienne Yalemzerf Yehualaw termine le Valencia 10K Ibercaja en 29 min 19 s, deuxième meilleure performance mondiale de l'histoire[1].
- 28 janvier : la Britannique Keely Hodgkinson réalise la meilleure performance mondiale en salle de l'histoire sur le 600 m en 1 min 23 s 41[2].
- 29 janvier : le marathon d'Osaka est remporté par l'Éthiopienne Haven Hailu[3]

### Février
- 8 février : l'Éthiopienne Gudaf Tsegay réalise la 2e meilleure performance de l'histoire sur le mile en 4 min 16 s 16[4].
- 15 février : l'Éthiopien Lamecha Girma bat le record du monde en salle du 3 000 m steeple en 7 min 23 s 81 lors du Meeting Hauts-de-France Pas-de-Calais[5].
- 18 février : 
  - lors des Championnats des États-Unis en salle
    - l'Américaine Aleia Hobbs devient la 2e meilleure performeuse mondiale de tous les temps sur le 60 m en 6 s 94[6].
    - l'Américaine Anna Hall devient la  2e meilleure performeuse mondiale de tous les temps sur l'heptathlon avec 5 004 points[6].

  - l'Américain Ryan Crouser bat le record du monde du lancer du poids avec un jet à 23,38 m[7].
- 19 février : la Néerlandaise Femke Bol bat le record du monde en salle du 400 m en 49 s 26, battant le record de Jarmila Kratochvílová datant de 1982[8].

### Septembre
- 16 et 17 septembre : Les Finales de la Ligue de diamant à Eugene aux États-Unis.

### Décembre
- 26 décembre : Le français Pierre-Ambroise Bosse ancien champion du monde du 800m en 2017 annonce prendre sa retraite a seulement 31 ans pour cause de blessures récurrente.

## Compétitions majeures

### Monde
- Championnats du monde de cross-country à Bathurst le 18 février.
- Jeux de la Francophonie, à Kinshasa du 30 juillet au 3 août.
- Championnats du monde d'athlétisme, à Budapest du 19 au 27 août.
- Jeux panaméricains, à Santiago du 29 octobre au 4 novembre.
- Ligue de diamant, circuit mondial de 13 meetings se déroulant entre le 5 mai et le 17 septembre.
- Coupe du monde de course en montagne, circuit mondial de 14 courses se déroulant entre le 16 juin et le 15 octobre.
- Golden Trail World Series, circuit mondial de 7 trails se déroulant entre le 14 mai et le 22 octobre.
- Championnats du monde d'athlétisme en salle, reportés à 2025.

### Afrique
- Jeux africains, au Ghana.

### Amérique du Nord, centrale et des Caraïbes
- Jeux d'Amérique centrale et des Caraïbes, à San Salvador du 23 juin au 8 juillet.

### Amérique du Sud
- Championnats d'Amérique du Sud d'athlétisme

### Asie
- Championnats d'Asie d'athlétisme en salle, à Astana du 10 au 12 février.
- Championnats d'Asie d'athlétisme, à Pattaya du 12 au 16 juillet.
- Jeux asiatiques, à Hangzhou du 23 septembre au 8 octobre.

### Europe
- Championnats d'Europe en salle, à Istanbul du 2 au 5 mars.
- Championnats d'Europe par équipes, à Chorzów du 20 au 25 juin.
- Championnats d'Europe de cross à Bruxelles le 10 décembre.

## Décès

### Janvier
- 5 janvier : Renate Garisch-Culmberger, lanceuse de poids est-allemande, à 83 ans (° 24 janvier 1939)[9].
- 26 janvier : Edmond Roudnitska, hurdler français, à 91 ans (° 26 juin 1931).

### Février
- 2 février : Marcel Duriez, coureur de 110 m haies français, à 82 ans (° 20 juin 1940)[10].
- 12 février : André Godard, athlète de lancer de poids français à 83 ans (° 27 février 1939)[11].
- 13 février : Kéné Ndoye, triple-sauteuse sénégalaise, à 44 ans (° 20 novembre 1978)[12].
- 16 février : 
  - Tim Lobinger, sauteur en hauteur allemand, à 50 ans (° 3 septembre 1972)[13].
  - Yvette Monginou, sprinteuse française, à 95 ans (° 16 mai 1927)[14].
- 19 février : Greg Foster, coureur de 110 m haies américain, à 64 ans (° 4 août 1958)[15].
- 26 février : Bob Richards, perchiste américain double champion olympique, à 97 ans (° 20 février 1926)[16].